# Duitse Arbeiderspartij

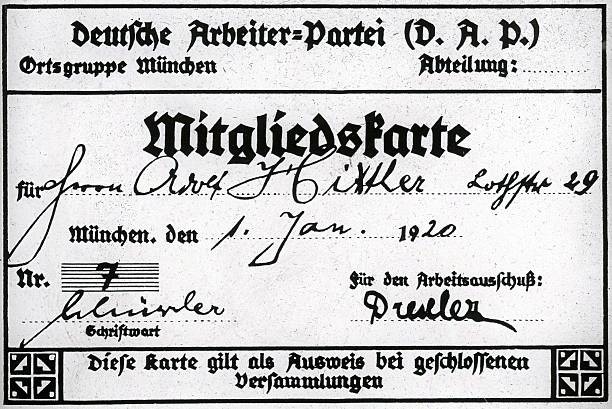
Hitlers lidmaatschapskaart van de DAP. Op deze geretoucheerde foto heeft Hitler lidmaatschapsnummer 7, in werkelijkheid was dit 555.

De Duitse Arbeiderspartij, afgekort DAP (Duits: Deutsche Arbeiterpartei) werd opgericht op 5 januari 1919 door Anton Drexler, een arbeider die het ambacht machinebankwerker uitoefende, en Karl Harrer, een sportjournalist. De DAP was de voorloper van de NSDAP (Nationalsozialistische Deutsche Arbeiterpartei).
De DAP was een van de vele naoorlogse Duitse politieke partijen. Het was een klein partijtje met radicaal-antisemitische en nationaalsocialistische denkbeelden. De kracht lag echter niet in hun denkbeelden, maar was te danken aan een beschermer en geheime geldschieter: het Thule-Gesellschaft die was gesticht volgens de vrijmetselarij-principes.
In september 1919 werd Adolf Hitler lid van deze partij. Na verloop van tijd stak hij al zijn beschikbare tijd in de partij. Harrer was tot 1920 voorzitter van de partij en wilde deze verder uitbouwen als een besloten genootschap met een 'achter-de-schermen' voortrekkersrol, zoals het Thule-Gesellschaft. Hitler en Drexler wilden echter een openbare politieke partij voor de massa met grote volksverzamelingen en toespraken met populistische thematiek. Drexler en Hitler wonnen deze interne discussie waarop Harrer aftrad. Drexler werd voorzitter maar kort daarop nam Hitler het roer definitief zelf over. Aanvankelijk werd er gesproken in afgehuurde lokalen van de plaatselijke horeca waar hoogstens een paar honderd mensen op af kwamen. Nu Hitler de koers kon bepalen werden de zaken grootser aangepakt. Hij besloot om grote "Biergartens" af te huren om zo meer toehoorders te kunnen bereiken. Ook werden er vlugschriften gedrukt met oproepen aan de lezers om naar de bijeenkomsten te komen. Deze werden door Hitlers medewerkers op straat uitgedeeld aan passanten, aanvankelijk ook door Hitler persoonlijk. Op 24 februari 1920 organiseerde de DAP alzo de eerste massabijeenkomst; deze was een redelijk succes met een opkomst van ongeveer 2000 mensen. De bevolking liep warm voor de nationaalsocialistische toespraken van Hitler en de partij, waarvan de naam inmiddels veranderd was in NSDAP, werd in de volgende jaren snel groter.